# 魔女之泉3 Re:Fine -玩偶小魔女艾露迪的故事-
《魔女之泉3 Re:Fine -玩偶小魔女艾露迪的故事-》，簡稱《魔女之泉3 Re:Fine》是IKINAGAMES和STUDIO ARTDINK（今G Choice）開發的一款角色扮演遊戲，本作是《魔女之泉3》的重製版，於2020年12月17日登陸任天堂Switch，2021年11月18日在Steam發售。

## 遊戲內容
《魔女之泉3 Re:Fine》作為《魔女之泉3》的重製版，遊戲內容與原作大致相同，前者新增了角色配音和一些新服飾，還有一些新支線故事。主線劇情，兩者完全一樣。玩家扮演魔女艾露迪，為躲避人類在森林隱居。某天遇到誤入森林的艾德，為了幫艾德的母親治病，艾露迪開始接觸人類。艾露迪以善意面對人類，不過遭到艾德之父里格的排擠。里格更利用艾露迪魔女的身份，提高自己領主的地位。根據玩家之前的選擇，艾露迪會以不同態度應對人類的背叛。善良路線，艾露迪選擇繼續相信人類，擊敗了與古龍聯手，脅迫村民的里格。艾德也出任新領主，與艾露迪告白交往。黑暗路線，艾露迪不再相信人類，大肆殺戮人類，並用靈魂石吸取人類靈魂。
《魔女之泉3 Re:Fine》採用角色扮演遊戲玩法，角色養成相關玩法沿襲了原作。角色主要通過鍛煉變強，戰鬥採用回合制，戰鬥技能分為魔法和劍術兩類，還可以召喚玩偶參戰。戰勝敵人，靈魂石會收集靈魂能力，靈魂能力可用於激活和強化人偶。

## 開發及發行
STUDIO ARTDINK首席執行官矢島良一經合作的韓國公司介紹，了解到Kiwiwalks這家新晉的獨立遊戲公司。當時矢島良一就萌生與Kiwiwalks合作念頭，適逢公司將近成立20週年，矢島良一打算成立新品牌「G Choice」主打獨立遊戲和重製遊戲，品牌出道作就是Kiwiwalks開發的《魔女之泉3》重製版《魔女之泉3 Re:Fine》。2019年10月，魔女之泉系列的製作人Jang Suyoung收到STUDIO ARTDINK的移植任天堂Switch合作提案，當時《魔女之泉4》臨近發行，所以雙方選了《魔女之泉3》進行移植。專案由STUDIO ARTDINK主導，IKINAGAMES負責主要開發工作，Kiwiwalks擔任美術總監。
原作的框架大致保留，其中的美術素材和角色模型都推倒重來，IKINAGAMES對角色設計提出不少意見，為此Kiwiwalks需要重做相關素材的材質貼圖，調整渲染效果，大量場景和事件插畫因此要重繪。此外，Kiwiwalks還為新劇情，繪製了一些新事件插畫。遊戲介面也進行了大幅修改，以適應操作方式從觸屏改為手柄控制。音效方面，IKINAGAMES重製了部分原作音效，還根據演出創作了些新音效。配音工作由STUDIO ARTDINK負責，專案有日文和韓文兩套配音。遊戲主要角色的日文配音由高野麻里佳、野島裕史和菅沼久義等人聲演。
2020年12月17日，遊戲任天堂Switch的數位版和實體版由雲豹娛樂在亞洲和日本發行。首批實體版附有遊戲原聲帶和插畫設定集《魔女之泉 3 Re:Fine CONCEPT＆ART BOOK》作為贈品。北美及歐洲地區則由ININ Games於2021年8月13日推出。2021年9月，官方預告遊戲將在該年第四季度上架Steam，同年11月18日，遊戲在Steam發售。2023年6月1日，Kiwiwalks與雲豹娛樂的發行合約終止，改由Kiwiwalks主導數位版的發行工作。

## 反響及評價
| 汇总媒体             | 得分   |
| -------------------- | ------ |
| Metacritic           | 58/100 |
| OpenCritic（推荐率） | 35%    |

| 媒体       | 得分  |
| ---------- | ----- |
| RPGamer    | 2/5   |
| 3DMGAME    | 7/10  |
| Fami通     | 28/40 |
| IGN韓國    | 9/10  |
| Siliconera | 6/10  |

根據在Metacritic的匯總評分，媒體整體評價一般。根據OpenCritic的統計，只有35%的評論員推薦該作。Digitally Downloaded主編認為故事選題很不錯，但是糟糕的劇情和拼湊的玩法，毀了這個遊戲。IGN韓國評論員Seeun Oh則給與該作很高的評價，該作容易上手，簡潔的介面和全配音也增加玩家的沉浸感。
評論員對劇情評價偏向負面，3DMGAME和Digitally Downloaded均認為劇情單薄。RPGamer評論員批評遊戲劇情亂七八糟，角色的行為邏輯難以理解。A9VG評論員Setsuka_Duki也認為該作的劇情屬於比上不足比下有餘，與同類手機角色扮演遊戲相比劇情是足夠的，與同類主機遊戲相比顯得又太短。整體劇情發展「仓促」，對角色情感的刻畫不夠完滿。Siliconera評論員更直言劇情無聊，根本沒動力玩下去。玩法也獲得類似的評價，同樣批評玩法無聊，遊玩內容也嚴重不足。Jeuxvideo和《Fami通》評論員均提到遊戲中各類玩法初期有新鮮感，後期「作業感」很強。認為該作只是拼湊各類成熟玩法，缺乏創新和吸引人的地方。
遊戲美術的評價相對正面，3DMGAME和RPGamer評論員都稱讚該作美術相較原作，有不少進步。《Fami通》的和都表示主角艾露迪的形象很不錯。
A9VG、RPGamer都表示遊戲任天堂Switch上的優化不佳，影響遊戲體驗，稱遊戲優化極差，遊玩期間不時無法控制角色，戰鬥時還不斷卡頓。遊戲介面方面，認為介面的設計邏輯，還有明顯的原作手機操作痕跡。《Fami通》評論員戶塚浩一也指出各項功能的操作介面未能統一，操作起來很不順手。本地化方面，英文媒體Siliconera、Screen Rant和RPGamer都批評英文翻譯不佳，影響了遊戲體驗。

## 外部連結
- 官方网站